# Myslovitz
Myslovitz é uma banda de rock polaca, cuja música incorpora elementos do college rock, shoegazing e  provavelmente influências da britpop, com uma dose de melancolia. Desde 2003, a EMI Records tem vindo a tentar estabelecê-los internacionalmente, com considerável apoio da MTV Europa. A banda tirou o seu nome da sua cidade natal de Mysłowice, uma cidade industrial localizada na Alta Silésia, no sul da Polónia.

## Membros
- Michał Kowalonek - vocalista, guitarra
- Wojciech (Wojtek) Powaga - guitarra
- Przemysław (Przemek) Myszor - guitarra, teclados
- Jacek Kuderski - baixo
- Wojciech (Wojtek, "Lala") Kuderski - bateria, percussão

## Discografia

### Álbuns de estúdio
- Myslovitz (1995)
- Sun Machine (1996)
- Z rozmyślań przy śniadaniu (1997)
- Miłość w czasach popkultury (1999)
- Korova Milky Bar (2002)
- The best Of (2003)
- Korova Milky Bar (Versão Inglesa) (2003)
- Skalary, mieczyki, neonki (2004)
- Happiness Is Easy (2006)
- Nieważne jak wysoko jesteśmy… (2011)
- 1.577 (2013)
- Wszystkie narkotyki świata (2023)

### Singles
- 1995 Myslovitz
- 1995 Zgon (Demise)
- 1995 Krótka piosenka o miłości (Uma curta canção sobre o amor)
- 1996 Maj (May)
- 1996 Z twarzą Marilyn Monroe (Com a cara de Marilyn Monroe)
- 1996 Historia jednej znajomości (Uma história de conhecimento)
- 1996 Peggy Brown
- 1997 Blue Velvet
- 1997 Scenariusz dla moich sąsiadów (Um manuscrito para os meus vizinhos)
- 1997 Margaret
- 1998 To nie był film (Isso não foi um filme)
- 1998 Zwykły dzień (Dia Normal)
- 1999 Długość dźwięku samotności (A largura do som da Solidão)
- 2000 My (Nós)
- 2000 Chłopcy (Rapazes)
- 2000  Polowanie na wielbłąda (Caça ao Camelo)
- 2000 Dla Ciebie (Para ti)
- 2002 Acidland
- 2002 Sprzedawcy marzeń (Vendedores de Sonhos)
- 2003 Chciałbym umrzeć z miłości (Eu gostaria de morrer de amor)
- 2003 Kraków (Myslovitz vs. Marek Grechuta & Anawa) (Cracóvia)
- 2003 Behind Closed Eyes (Detrás dos Olhos Fechados)
- 2003 Acidland (versão inglesa)
- 2003 Sound of Solitude
- 2004 Życie to surfing (Viver é surfar)
- 2006 Mieć czy być (Ter ou Ser)
- 2006 Nocnym pociągiem aż do końca świata (De Brasil: Trem Noturno / Portugal: Comboio Nocturno para o Fim do Mundo)
- 2007 W deszczu maleńkich żółtych kwiatów (Na Chuva das Pequenas Flores Amarelas)
- 2007 Znów wszystko poszło nie tak (Tudo deu errado novamente)
- 2011 Ukryte (Escondido)
- 2011 Art Brut
- 2011 Przypadek Hermana Rotha (O caso de Herman Roth)
- 2012 Trzy sny o tym samym (Três sonhos do mesmo)
- 2013 Prędzej później dalej (Mais cedo ou mais tarde)

### DVD
- 2003 O sobie 1995-2001 (Sony Music Polska) [Acerca deles]
- 2004 Życie to surfing (Capitol/EMI Pomaton) [Viver é surfar]
- 2006 Happiness is easy live (A felicidade é fácil ao vivo)